# Augusto Samuel Boyd
Augusto Samuel Boyd (Panamá, 1 de agosto de 1879-17 de junio de 1957) fue un cirujano y político panameño. En calidad de "Primer Designado, Encargado del Poder Ejecutivo" ejerció funciones como Presidente de Panamá desde el 18 de diciembre de 1939 hasta el 1 de octubre de 1940, tras la muerte de Juan Demóstenes Arosemena.
Fue hijo de Federico Boyd, prócer de la república. Realizó estudios superiores en Europa y Estados Unidos y se graduó como Doctor en Medicina y Cirugía. 
Como político fue Ministro de Panamá en Washington y recibió el apoyo de los Tratados Arias-Roosevelt. Cuando asumió interinamente la presidencia del país inauguró la Carretera Transístmica, también conocida como Carretera Boyd-Roosevelt, en honor de los presidentes de Panamá y Estados Unidos, Franklin Delano Roosevelt.